# William Francis Medley
William Francis Medley (Loretto, 17 settembre 1952) è un vescovo cattolico statunitense, dal 15 dicembre 2009 vescovo di Owensboro.

## Biografia
William Francis Medley è nato a Loretto, nel Kentucky, il 17 settembre 1952 da James Werner Medley e Dorothy (nata Hayden). È stato battezzato nella chiesa di San Francesco d'Assisi a St. Francis.

### Formazione e ministero sacerdotale
Ha frequentato le scuole elementari nella sua cittadina e la St. Thomas Seminary High School. Ha poi conseguito il Bachelor of Arts in filosofia e psicologia alla Bellarmine University di Louisville. Dal 1974 al 1978 ha lavorato come assistente sociale presso il Kentucky Department of Human Resources. Entrato in seminario, ha studiato teologia presso la Saint Meinrad School of Theology dell'arciabbazia di Saint Meinrad, nell'Indiana, ottenendo il Master of Divinity.
Il 22 maggio 1982 è stato ordinato presbitero per l'arcidiocesi di Louisville da monsignor Thomas Cajetan Kelly. In seguito è stato vicario parrocchiale della parrocchia di San Pio X a Louisville dal 1982 al 1985; cappellano dell'Assumption High School dal 1983 al 1985; vicario parrocchiale della parrocchia della cattedrale dell'Assunzione di Maria e cappellano dell'University Hospital di Louisville dal 1985 al 1988; amministratore parrocchiale della parrocchie di San Carlo Borromeo, della Santa Croce e di San Benedetto a Louisville dal 1988 al 1990; parroco della parrocchia di San Martino de Porres, nata dall'unione delle tre parrocchie delle quali era amministratore, dal 1990 al 1993; direttore dell'ufficio diocesano per il personale clericale dal 1989 al 1993; amministratore parrocchiale della parrocchia di Santa Monica a Bardstown dal 1993 al 1996; parroco dell'ex cattedrale di San Giuseppe a Bardstown, che sotto la sua guida ha ottenuto il rango di basilica minore ed è stata ristrutturata, dal 1993 al 2005; parroco della parrocchia della Madre del Buon Consiglio a Louisville dal 2005 al 2008; parroco della parrocchia della Trasfigurazione di Nostro Signore a Goshen dal 2007 al 2008 e parroco della parrocchia di Santa Bernadette a Louisville, nata dall'unione delle due precedenti, dal 2008.
È stato anche membro del collegio dei consultori, del consiglio presbiterale, della commissione di programmazione, del comitato per la salute dei sacerdoti e del consiglio del personale presbiterale. È stato anche presidente dell'Associazione ministeriale della contea di Bardstown/Nelson e della commissione per i diritti umani della contea di Nelson.

### Ministero episcopale
Il 15 dicembre 2009 papa Benedetto XVI lo ha nominato vescovo di Owensboro. Ha ricevuto l'ordinazione episcopale il 10 febbraio successivo presso l'Owensboro Sportscenter dall'arcivescovo metropolita di Louisville Joseph Edward Kurtz, co-consacranti l'arcivescovo emerito della stessa arcidiocesi Thomas Cajetan Kelly e il vescovo emerito di Owensboro John Jeremiah McRaith.
Nel giugno del 2019 la Survivors Network of those Abused by Priests (SNAP) ha presentato una denuncia formale contro il vescovo Medley, sostenendo che mentre era direttore del personale per l'arcidiocesi di Louisville, ha facilitato il trasferimento di un sacerdote accusato in modo credibile di cattiva condotta sessuale in una parrocchia dove i bambini avrebbero dovuto essere in un numero inferiore.
Nel gennaio del 2012 e nel dicembre del 2019 ha compiuto la visita ad limina.
In seno alla Conferenza dei vescovi cattolici degli Stati Uniti è membro del comitato per la protezione dei bambini e dei giovani e del sottocomitato per gli affari degli afro-americani.
È anche membro consiglio del governatore per la valutazione della politica sulla giustizia penale e del consiglio di amministrazione della Brescia University di Owensboro.

## Genealogia episcopale
La genealogia episcopale è:
- Cardinale Scipione Rebiba
- Cardinale Giulio Antonio Santori
- Cardinale Girolamo Bernerio, O.P.
- Arcivescovo Galeazzo Sanvitale
- Cardinale Ludovico Ludovisi
- Cardinale Luigi Caetani
- Cardinale Ulderico Carpegna
- Cardinale Paluzzo Paluzzi Altieri degli Albertoni
- Papa Benedetto XIII
- Papa Benedetto XIV
- Papa Clemente XIII
- Cardinale Marcantonio Colonna
- Cardinale Giacinto Sigismondo Gerdil, B.
- Cardinale Giulio Maria della Somaglia
- Cardinale Carlo Odescalchi, S.I.
- Cardinale Costantino Patrizi Naro
- Cardinale Lucido Maria Parocchi
- Papa Pio X
- Papa Benedetto XV
- Papa Pio XII
- Cardinale Eugène Tisserant
- Papa Paolo VI
- Arcivescovo Gabriel Montalvo Higuera
- Arcivescovo Joseph Edward Kurtz
- Vescovo William Francis Medley